# أرتور إيونيتا
أرتور إيونيتا (بالرومانية: Artur Ioniță)‏ هو لاعب كرة قدم مولدوفي في مركز نصف الجناح، ولد في 17 أغسطس 1990 في كيشيناو في مولدوفا. شارك مع منتخب مولدوفا تحت 21 سنة لكرة القدم ومنتخب مولدوفا لكرة القدم. أما مع النوادي، فقد لعب مع زمبرو تشيسيناو ونادي آراو ونادي كالياري وهيلاس فيرونا.

## وصلات خارجية
- أرتور إيونيتا على موقع الاتحاد الدولي (مؤرشف)  (الإنجليزية)
- أرتور إيونيتا على موقع الاتحاد الأوربي (الإنجليزية)
- أرتور إيونيتا على موقع قاعدة بيانات كرة القدم.إي يو (الإنجليزية)
- أرتور إيونيتا على موقع ناشيونال فوتبول تيمز (الإنجليزية)
- أرتور إيونيتا على موقع Soccerway.com (الإنجليزية)
- أرتور إيونيتا على موقع عالم كرة القدم.نت (الإنجليزية)
- أرتور إيونيتا على موقع AS.com (الإسبانية)